# Noé Canjura
Noé Canjura (* 14. August 1922 in Apopa, El Salvador; † 29. September 1970 in Morienval, Frankreich) war ein salvadorianischer Maler.

## Erste Schritte
Canjura wurde 1922 in Apopa, einer Stadt in der El Salvador in Mittelamerika geboren. Die Familie stammte aus bescheidenen Verhältnissen. Er wuchs deshalb unter widrigen Lebensumständen auf und kannte den Kampf zur Beseitigung von Armut und Elend, der in seinem Heimatland geführt wurde.
Um seinen aufopferungsvollen Eltern die Last zu erleichtern und für seine Schulbildung zu sorgen, verdiente Canjura seinen Lebensunterhalt  in einer Sägemühle.  Oftmals war er bis in die späte Nacht tätig und musste auf harten, unbearbeiteten Holzbrettern übernachten.
Als er siebzehn Jahre alt war, wurde sein Zeichentalent entdeckt.  Und so, ohne zu wissen wie oder warum, begann sein Abenteuer in der Welt der Kunst auf internationaler Ebene. Seine ersten Studien absolvierte er  in der Akademie für Zeichnen und Malerei Valero Lecha (Academía de Dibujo y Pintura Valero Lecha) in San Salvador (1942–1946). Nachdem er 1942 dort begonnen hatte, nahm Canjura an allen möglichen Sammelausstellungen seiner Hochschule in El Salvador teil und einige Jahre später sollte er dies auch in Guatemala tun.
Um seine Studien fortzuführen, reiste er 1948 nach Mexiko-Stadt, wo er weitgehend  von Diego Rivera beeinflusst wurde, der zusammen mit Orozco und Siqueiros auf dem Höhepunkt seines Ruhms angekommen war. Der Einfluss Riveras wurde geringer und Canjura richtete seine Aufmerksamkeit dann auf Gauguin. Er lernte dabei die Konzeption einer formalen Ordnung  in der Malerei und den Gebrauch der Kurven kennen. Noch im selben Jahr führte er seine erste Ausstellung in den Vereinigten Staaten durch.

## Leben in Paris
Canjuras Leben änderte sich drastisch 1949, als er nach Frankreich ging, um sich dort in die Hochschule der Bildenden Künste  einzuschreiben, und um fachliche  Studien über die Technik der Freskenmalerei zu absolvieren. Er erhielt zur Unterstützung ein staatliches Stipendium aus seinem Heimatland.
Während er in Paris war, wurde er stark von den Bildern von Gustave Courbet und der Werkstatt der Brüder Le Nain angezogen. Dessen ungeachtet hielt er sich stets an Themen, welche das alltägliche Leben und die Gebräuche seines Heimatlandes darstellten.
1953 führte er in Paris seine erste Einzelausstellung  mit großem Erfolg durch; von da an wurde Frankreich zu seiner Wahlheimat. Das Leben in Paris war anfangs schwierig. Wie viele andere musste er verschiedene handwerkliche Arbeiten ausüben, um seine Existenz zu sichern.
Er heiratete Madeleine Bachelet, die ebenso wie er als Künstlerin in der bildenden Kunst tätig war. Dies erleichterte ihm, seine Arbeit mit Disziplin durchzuführen und seinen Werken größere Aufmerksamkeit zu widmen. Die Persönlichkeit Canjuras war hin- und hergerissen: zwischen seinen Fähigkeiten als Maler einerseits und seinem perfektionistischen Wesen andererseits.
Die starke Beeinflussung durch seine Jahre in Paris wurde deutlich, als Canjura 1957 El Salvador kurz besuchte. Er nahm sein Land aus einer neuen Perspektive wahr, und von da ab wurde die Betonung der Farben und des Lichtes zu einem wichtigen Teil seines Werkes.
Die Malerei Canjuras wurde jetzt zu einer Synthese der vielen Einflüsse, die tief seinen Charakter und auch seine Arbeit prägten. Seine  Gemälde sind gleichermaßen dramatisch wie auch nostalgisch. Kraftvoll, aber auch gleichzeitig in allen Einzelheiten und mit großem Feinsinn komponierte er einfache Farbzeichnungen, die das Prinzip des Abstrakten suggerieren.
Die Tatsache, dass die Stadt Paris in sechs Jahren (1959–1965) vier seiner  Bilder für ihre Ständige Ausstellung kaufte, ist ein weiteres Anzeichen für seine Positionierung in der Welt der Kunst in Paris und für die kontinuierliche Entwicklung seines Werkes.
Canjura war Mitglied der Nationalen Gesellschaft für Bildende Künste (Société nationale des beaux-arts) und der Gesellschaft des Salons für Junge Malerei
(Société de Salon de la Jeune Peinture). Er stellte regelmäßig und mit unbestreitbarer Popularität in den wichtigsten Galerien in Paris aus. Seine Gemälde wurden für die Sammlungen des französischen Staates käuflich erworben, dann später an das Nationale Kunstmuseum in San Salvador, MARTE, überführt. Ebenso erwarb das  Museum Hamishka Leomanuth in Ein Harod, Israel, seine Werke. 1965 wurde ihm der begehrte Preis, die Silbermedaille „Prune d’Árgent“ der Galerie Maler der Provence (Salon Peintres de Provence) zuteil.

## Morienval
Noé Canjura starb am 29. September 1970 im Alter von 48 Jahren in Morienval, Frankreich, in der vollen Entfaltung seines Berufes. Seine sterblichen Überreste befinden sich auf dem Friedhof der Kirche Notre-Dame in Morienval (Alte Abtei, zwei Stunden von Paris entfernt). Seine Tochter Leticia Canjura und seine Enkelin Vilma Borden, leben in Atlanta in  den Vereinigten Staaten.
Zusammen mit Julia Diaz, Raúl Elas Reyes und Rosa Mena Valenzuela gilt Canjura als Ikone seiner Generation, zur Zeit einer der größten Bewegungen der Malerei in El Salvador. Aber vor allem symbolisiert Canjura die Fähigkeit des Menschen, sich selbst neu zu erfinden: vom jungen, barfüßigen Kunststudenten, der bescheiden und mit vielen Einschränkungen lebt, wurde er zu einem mächtigen Schöpfer seines eigenen Schicksals in einem harten, anspruchsvollen Milieu auf Weltebene.
Wally Findlay, Präsident der Galerien Findlay (New York und Chicago) sagte über Canjura:
„Der junge Künstler wird in sehr kurzer Zeit die Größe solch zeitgenössischer Künstler wie Bernard Buffet und Nicola Simbari erreicht haben.“